# 国際社会科学協議会
国際社会科学協議会（こくさいしゃかいかがくきょうぎかい、英語: International Social Science Council, ISSC）は社会科学に関する国際学術団体である。1952年に国際連合教育科学文化機関（ユネスコ）の支援により設立され、フランス・パリのユネスコ本部内に事務局を置く。国際社会科学評議会とも訳される。
2010年現在、社会科学系の国際団体としては最大の規模を持ち、国際地理学連合・国際政治学会・国際社会学会・国際経済学協会を始め、約60の国際学会及び国内学会が加盟している。設立の経緯や本部がユネスコに置かれていることから、ユネスコと連携して事業を進めるところに特色がある。
2018年には、ISSCは「International Council for Science (ICSU), 国際科学会議」と統合し「International Science Council (ISC), 国際学術会議」へ改組された。ISCの本部はフランス・パリにある。